# Pilosella melinomelas
Pilosella melinomelas — вид квіткових рослин з підродини цикорієвих (Cichorioideae).

## Поширення
Вид росте в Європі: Австрія, Чехія, Словаччина, Україна; інтродуковано до Нідерландів.